# روث غليك
روث غليك (بالإنجليزية: Ruth Glick)‏ (27 أبريل 1942، ليكسينغتون في الولايات المتحدة)؛ روائية أمريكية.